# 7220 Philnicholson
7220 Philnicholson è un asteroide della fascia principale. Scoperto nel 1981, presenta un'orbita caratterizzata da un semiasse maggiore pari a 2,4185240 UA e da un'eccentricità di 0,2163806, inclinata di 1,08240° rispetto all'eclittica.